# Námořní muzeum v základně Balaklava

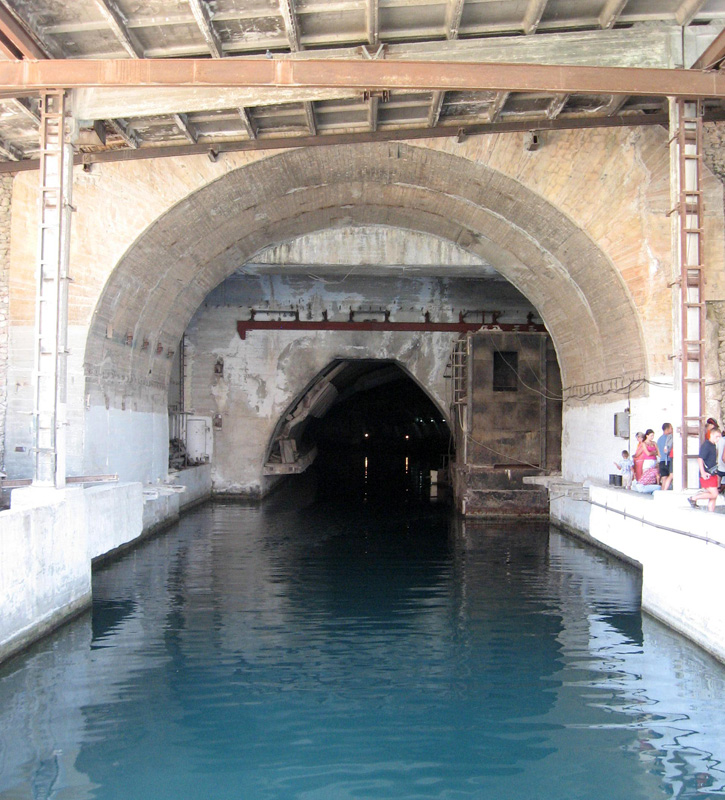
Vstupní tunel do staré sovětské ponorkové základny.

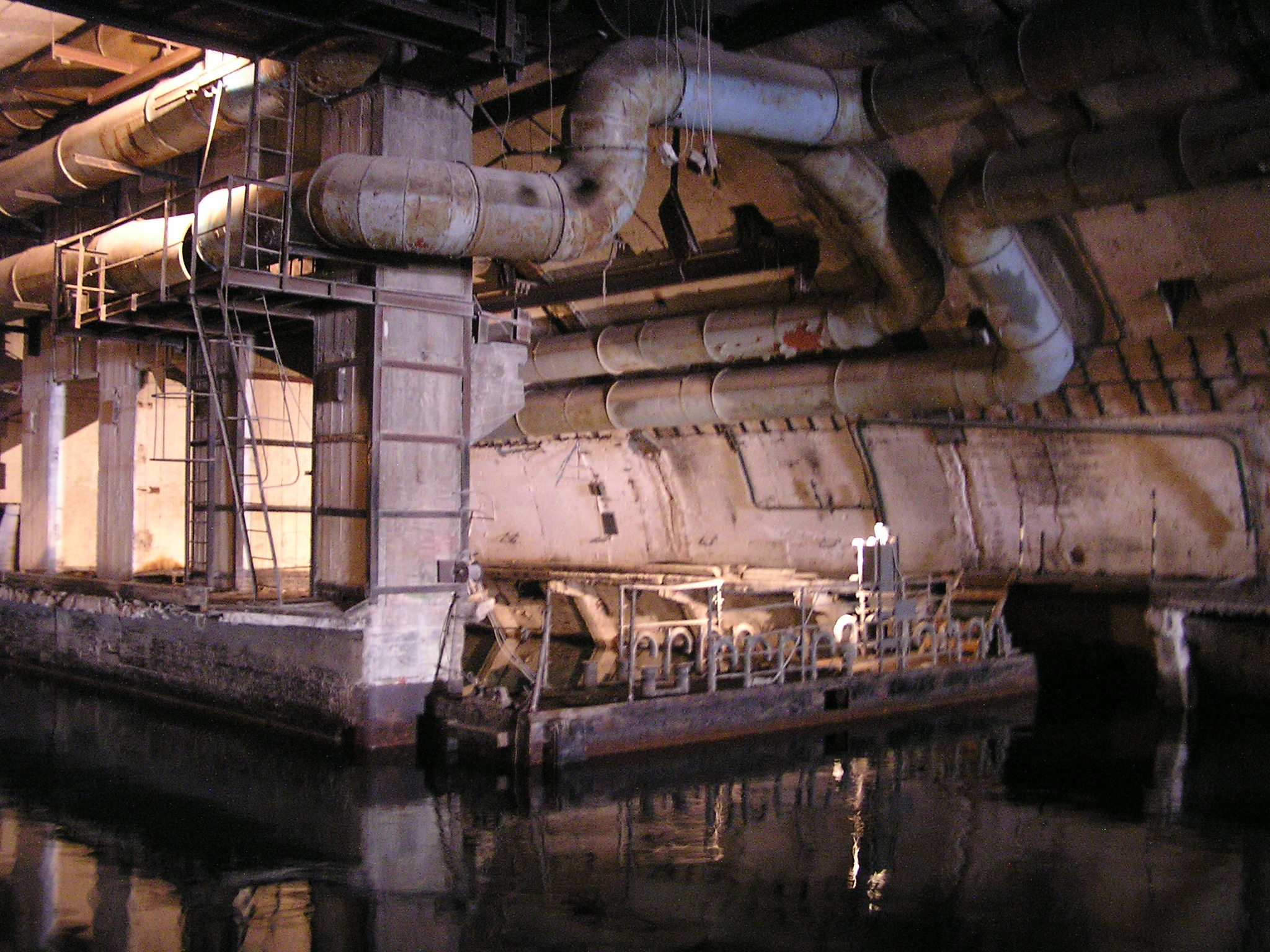
Vnitřní prostor základny

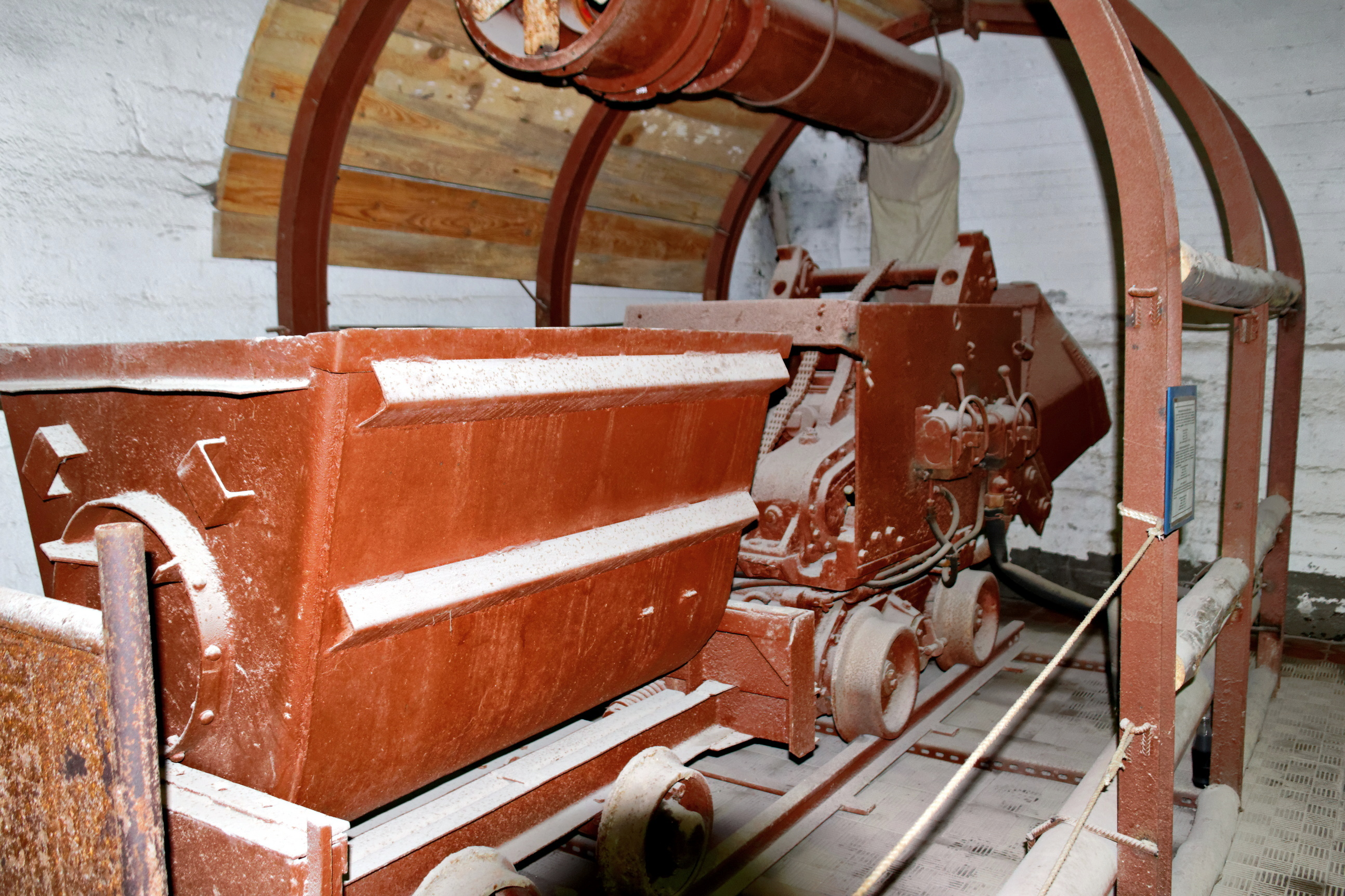
Důlní vozíky

Námořní Muzeum v základně Balaklava (ukrajinsky: Морський музейний комплекс "Балаклава") je muzeum v podzemní ponorkové základně v Balaklavě na Krymském poloostrově (Rusko/Ukrajina) původně označené jako Objekt 825 GTS. Byla to přísně utajená ponorková základna během studené války.
Dnes slouží jako námořní muzeum a sídlí zde také muzeum Krymské Války.

## Popis a účel
Celý objekt je v první kategorii protijaderné ochrany (má odolat přímému zásahu atomovou bombu s kapacitou 100 kt) a zahrnuje kombinovaný podzemní vodní kanál se suchými doky, opravny, sklady pro torpéda a jiné zbraně. Nachází se v hoře Tavros, na obou stranách jsou vybudovány východy. K výjezdu na otevřené moře byl určen tunel na severní straně. Díry ve skále byly úhledně pokryté maskovacím zařízením a sítěmi.
Objekt 825 GTS, spadající pod 155. Ponorkovou Brigádu, byl určen pro opravu a údržbu ponorek projektů 613 a 633 a také pro skladování munice určené pro tyto ponorky. Do centrálního tunelu (o délce 602 metrů) se vejde 7 ponorek, v případě nutnosti se do celého zařízení vejde až 14 ponorek. Teplota uvnitř základny je stále kolem 15 stupňů.

## Historie
V období po druhé světové válce začaly dvě velmoci - SSSR a USA - budovat svůj jaderný arzenál, schopný zasazovat preventivní i odvetné jaderné údery. Josef Stalin vydal tajnou směrnici Lavrentiji Berijovi (který byl v té době zodpovědný za "jaderný projekt"), ve které žádal vyhledání místa, kde by mohla být zbudována ponorková základna pro odvetný jaderný úder. Po několika letech výzkumu volba padla na klidnou Balaklavu. Především kvůli ústí širokému jen 200 - 400 metrů a také z důvodu, že základna není vidět z otevřeného moře pod žádným úhlem. Mimo jiné je v blízkosti Sevastopol, hlavní námořní základna ruské Černomořské Floty.
V roce 1957 byl ustanoven speciální stavební úřad číslo 528, který přímo řídil výstavbu podzemního zařízení. Stavba komplexu trvala 4 roky od roku 1957 do roku 1961. V průběhu výstavby bylo odstraněno 120 tisíc tun kamene. Po uzavření v roce 1993 je většina areálu nehlídaná. V roce 2000 bylo opuštěné zařízení předáno námořnictvu Ozbrojených Sil Ukrajiny.
Muzeum bylo založeno dne 30. prosince 2002. Po převedení objektu pod Centrální Muzeum Ozbrojených Sil Ukrajiny začala nová etapa v jeho historii. Otevření základny se konalo 1. června 2003.